# Youba Koïta
Youba Moulaye Koïta (* 23. März 2006) ist ein malischer Fußballspieler.

## Karriere
Koïta begann seine Karriere bei ATS Koro. Zur Saison 2024/25 wechselte er nach Österreich zur zweiten Mannschaft des SK Sturm Graz. Sein Debüt in der 2. Liga gab er im August 2024, als er am ersten Spieltag jener Saison gegen Schwarz-Weiß Bregenz in der 75. Minute für Antonio Ilić eingewechselt wurde.